# 腺病毒感染
腺病毒感染是指人體受腺病毒感染後的病徵，主要是影響呼吸系統，但也可以引致腸胃炎、結膜炎、膀胱炎及出疹。呼吸系統受腺病毒影響下，會出現類似流行性感冒的病徵，例如咳嗽、流鼻水及喉嚨痛等。